# Odir Cunha
Odir Cunha (São Paulo, 17 de setembro de 1952) é um jornalista, historiador e escritor brasileiro. 

## Biografia
Formado em Jornalismo pelas Faculdades Integradas Alcântara Machado, de São Paulo, ingressou na redação do Jornal da Tarde em fevereiro de 1977. Com dois anos de profissão, havia conquistado dois prêmios Esso, o mais importante do jornalismo brasileiro. O primeiro, em 1978, pela cobertura da Copa do Mundo de futebol da Argentina, como integrante da equipes de esportes do Jornal da Tarde, comandada pelo jornalista Vital Bataglia, e em 1979, pela cobertura dos Jogos Pan-americanos de Porto Rico, ao lado do jornalista Castilho de Andrade.
No Jornal da Tarde, trabalhou como repórter, redator, editor de esportes, editor do extinto Caderno de Domingo e crítico de tevê. Foi também editor e comentarista de tênis da TV Record, comentarista de futebol da Rádio Record, editou cinco revistas especializadas em tênis, entre elas a atual Revista Tênis, lançou e editou a Revista do Futebol, dirigiu o departamento de imprensa da Secretaria Municipal de Esportes da Cidade de São Paulo durante a gestão de Oscar Schmidt, atuou três anos como repórter da sucursal paulista do jornal O Globo e no mesmo período acumulou as funções de repórter e produtor das Rádios Globo e Excelsior, nas quais se tornou o redator de Osmar Santos – na época em que este era chamado de “O Locutor das Diretas”, por sua atuação na campanha pelas eleições diretas no Brasil.
Na Rádio Excelsior, hoje CBN, foi o produtor responsável dos programas “Balancê” e “Partido do Esporte” de 1982 a 1984. Em 1983, estes dois programas foram agraciados com o prêmio da APCA – Associação Paulista dos Críticos de Arte, como os melhores do rádio de São Paulo nas categorias variedades e esporte.
Convencido pelo saudoso sonoplasta João Antônio de Souza, o Johnny Black, Odir Cunha por sua vez convenceu Osmar Santos, chefe da equipe de esportes das Rádios Globo e Excelsior, a fazer o Balancê com auditório, o que acabaria gerando o programa de tevê Perdidos da Noite e alavancando a carreira do ex-repórter de campo Fausto Silva, hoje um dos principais apresentadores da tevê brasileira.
Para realizar um teste físico com o jovem piloto de Fórmula 1 Ayrton Senna para a matéria Um corpo que corre – publicada em fevereiro de 2004 no jornal O Globo –, o jornalista apresentou e recomendou o preparador físico Nuno Cobra ao piloto brasileiro, o que deu início a um trabalho e a uma amizade que fizeram história na Fórmula-1 e no esporte brasileiro.
Em 2009, a convite de seis grandes clubes brasileiros - Palmeiras, Cruzeiro, Santos, Botafogo, Fluminense e Bahia -, pesquisou, redigiu e editou o "Dossiê pela Unificação dos Títulos Brasileiros a partir de 1959". O documento buscava a oficialização, por parte da CBF, dos títulos nacionais de clubes disputados de 1959 a 1970, denominados Taça Brasil e Torneio Roberto Gomes Pedrosa/Taça de Prata, como edições do Campeonato Brasileiro. No ano seguinte, o seu Dossiê foi aprovado e os vencedores da Taça Brasil e do Torneio Roberto Gomes Pedrosa passaram a ser considerados, oficialmente, campeões brasileiros.
Ainda em 2009 foi nomeado coordenador das festividades do Centenário do Santos Futebol Clube, a ser comemorado em 2012, e assumiu o cargo de editor-chefe da revista de futebol FourFourTwo, edição em português.
Entre 2011 e 2012 foi editor do Selo Jovem da editora Novo Conceito, sediada em Ribeirão Preto. Com a incumbência de descobrir e orientar escritores de ficção, lançou os autores Chico Anes ("O Sonho de Eva"), Tammy Luciano ("Garota Replay"), Maria Fernanda Guerreiro ("A Filha da Minha Mãe e Eu"), Fernanda Saads ("Do Seu Lado") e Marina Carvalho ("Simplesmente Ana").
Desde o início de 2013 trabalha para a Oscip (Organização da Sociedade Civil de Interesse Público) AmaBrasil como curador do Museu Pelé, inaugurado em Santos em 15 de junho de 2014, no prédio restaurado do Casarão do Valongo. O edifício, construído no século XIX, já foi sede da Prefeitura e da Câmara de Santos. Abandonado e destruído, foi restaurado para abrigar o museu, que é um dos maiores do mundo dedicado a uma pessoa, com 4.134 metros quadrados de área construída e um acervo de mais de 2.400 peças.
Entre o início de 2018 e outubro de 2010, foi o coordenador de História e Cultura no Santos Futebol Clube.

### Livros
Em 1996, Odir foi convidado pela editora Best Seller para fazer a biografia do jogador de basquete Oscar Schmidt. A pesquisa para o livro foi decisiva para o recorde mundial extra-oficial de 49.743 pontos, que Oscar detém hoje.
Em dezembro de 2003, após dez anos de pesquisa, lançou pela Editora Códex o livro Time dos Sonhos, a história completa do Santos Futebol Clube, com 535 páginas. Em 2006 a editora Gloria Books, de Londres, pediu autorização para utilizar 31 mil palavras deste livro na obra Pelé – Edson Arantes do Nascimento, lançado pouco antes da Copa do Mundo da Alemanha.
Em maio de 2007, lançou, pela Editora Planeta, o enciclopédico "Heróis da América, a história completa dos Jogos Pan-americanos", livro com 415 páginas. Em novembro do mesmo ano, outra obra esportiva de sua autoria, desta vez impressa pela editora Realejo, surgiu no mercado: Donos da Terra, livro que conta a história da Copa Intercontinental de 1962, entre Santos F.C. e Benfica, na primeira vez em que um time brasileiro sagrou-se campeão intercontinental. Esta partida é considerada a melhor exibição do Santos e de Pelé, que marcou três gols e deu o passe para mais um.
No início de junho de 2008, dois meses antes dos Jogos Olímpicos, lançou o livro "Sonhos mais que possíveis", com 60 histórias de superação de atletas olímpicos. A obra foi impressa pela Editora Planeta e comercializada no Brasil pela Avon.
Em 2006, adaptou para a língua portuguesa o livro do jornalista italiano Luca Caioli, O Sorriso do Futebol, sobre o jogador Ronaldinho Gaúcho, lançado no Brasil pela editora Mundo Editorial.
Em 2007, escreveu as histórias brasileiras para o livro “The hero inside of you”, de Allan Zullo e Mara Bovsun, lançado no Brasil pela editora Novo Conceito.
Em 2012, escreveu, pela Editora Magma, o livro oficial principal do Centenário do Santos Futebol Clube, intitulado "Santos Futebol Clube, 100 anos de Futebol Arte". A obra vendeu 11 mil exemplares e foi considerada um dos livros de arte mais vendidos do Brasil. Ainda em 2012 teve outros dois livros oficiais do Centenário do Santos publicados: "Santos, 100 anos, 100 jogos, 100 ídolos", da Editora Gutenberg, em parceria com o jornalista Celso Unzelte, e "100 anos, Meninos para Sempre", da Editora Anotações com Arte.
Em novembro de 2014 lançou, pela Editora Magma Cultural, a biografia de Pelé "Segundo Tempo - de Ídolo a Mito", retratando, com imagens e informações inéditas, a ascensão de Pelé de ídolo do futebol a mito que transcende o esporte. O livro mostra que mesmo Pelé, símbolo de excelência em sua atividade, teve de superar muitos obstáculos e a maledicência de boa parte da opinião pública brasileira para se consagrar na Copa do México de 1970, quando foi escolhido o melhor jogador daquele Mundial.
Abaixo segue a lista de todos os livros escritos por Odir Cunha, metade deles sobre seu time do coração, o Santos FC.
- A História do Tênis Feminino Brasileiro (Editora Sesc, 1989)
- Oscar Schmidt, a biografia do maior ídolo do basquete brasileiro (Editora Best Seller, 1996)
- Tigre, a força de uma marca (Editora Prêmio, 1997)
- Dinheiro, é possível ser feliz sem ele (Editora Elevação, 2001)
- Time dos Sonhos, história completa do Santos F.C. (Editora Códex, 2003)
- Os Bichos Ensinam (Editora Códex, 2005)
- Pedrinho escolheu um time (Editora Duna Dueto, 2007)
- Heróis da América, a história completa dos Jogos Pan-americanos (Editora Planeta, 2007)
- Donos da Terra, a história do primeiro título mundial do Santos (Editora Realejo Livros, 2007)
- Sonhos mais que possíveis (Editora Planeta, 2008)
- O Barqueiro de Paraty (Editora Mundo Editorial, 2008)[12]
- Viva Simples (Editora Novo Conceito, 2008)
- Na Raça! - Como o Santos se tornou o primeiro bicampeão mundial (Editora Realejo Livros, 2008)
- O Grande Jogo - com Celso Unzelte (Editora Novo Século, 2009)
- Ser Santista e O time do meu coração (Editora Leitura, 2009)
- Dossiê - Unificação dos Títulos Brasileiros a partir de 1959, em parceria com José Carlos Peres, 2011
- Santos - 100 Anos, 100 Jogos, 100 Ídolos - com Celso Unzelte (Editora Gutenberg, 2012)[13]
- Agenda Permanente do Centenário Santos FC (Editora Anotações com Arte, 2012)
- Santos FC - 100 Anos de Futebol Arte (Editora Magma Cultural, 2012)
- Segundo Tempo - De Ídolo a Mito (Editora Magma Cultural, 2014)
- Bravos Panificadores - A história dos 100 anos da Aipan (Magma Cultural, 2015)
- 60 anos de CBT - A história do tênis brasileiro (Confederação Brasileira de Tênis, 2017)
- Guga - imagens de uma vida - com Ricardo Cunha Lay (Magma Cultural, 2017)
- Lições de Jornalismo (Summus Editorial, 2017)
- Santos FC, O maior espetáculo da Terra - com Marcelo Lúcio Fernandes (Onze Cultural, 2018)
- ZITO, o líder essencial (Verbo Livre, 2023)
- Maria, a vitória da arte - biografia de Maria Esther Bueno, tenista paulistana que liderou o tênis feminino mundial em 1959, 1960, 1964 e 1966 (Verbo Livre, 2024)

### Prêmios
| Ano  | Prêmio                    | Categoria                     | Resultado | Ref.   |
| ---- | ------------------------- | ----------------------------- | --------- | ------ |
| 1978 | Prêmio Esso de Jornalismo | Regional Informação Esportiva | Venceu    | [ 14 ] |
| 1979 | Prêmio Esso de Jornalismo | Regional Informação Esportiva | Venceu    | [ 2 ]  |

### Vida pessoal
Nasceu no bairro de Vila Maria, em São Paulo, e foi criado no bairro de Cidade Dutra, na mesma cidade. Filho de Moacyr Cunha e Olimpia Souza Cunha, irmão mais velho de Marcos Magno Souza Cunha, publicitário, e Olivar Souza Cunha, professor de História.
Casado pela segunda vez, com a professora de Educação Física e Instrutora de Tênis Suzana Silva, tem dois filhos (Thiago Muniz Cunha e Luana Muniz Cunha), ambos de seu primeiro casamento.